# Hengchunia breviproducta
Hengchunia breviproducta är en insektsart som beskrevs av Hu, Dai och Zhang 2002. Hengchunia breviproducta ingår i släktet Hengchunia och familjen dvärgstritar. Inga underarter finns listade i Catalogue of Life.